# H.-P.-Maler
Der H.-P.-Maler (tätig um 500 v. Chr. in Athen) war ein griechischer Vasenmaler des rotfigurigen Stils. Sein Name H.-P.-Maler steht für Herakles und Pholos, die auf der Vase in Basel dargestellt sind.
Sir John D. Beazley schrieb ihm die Schale BS 489 in Basel, Antikenmuseum und Sammlung Ludwig zu, erwog aber, ihm auch eine Schale in der damaligen Sammlung Throne-Holst als Frühwerk zuzuordnen. Diese Zuschreibung wurde von Gloria Ferrari Pinney befürwortet. Letztere versuchte, die Arbeiten des H.-P.-Malers im Werk des sogenannten Zimmermann-Malers einzuordnen. Mittlerweile wird dem H.-P.-Maler auch noch das Fragment der Schale HC 451 in der Basler Sammlung H. A. Cahn zugewiesen.

## Werke
- Basel, Antikenmuseum und Sammlung Ludwig

Schale BS 489
- Basel, Sammlung H. A. Cahn

Fragment einer Schale HC 451
- ehemals Stockholm, Sammlung Throne-Holst

Schale